# Gorius Holste
Gorius Holste, troligen död 1547, var en borgmästare i Stockholm under 1500-talet. Han var far till Caspar Holste.
Gorius Holste omtalas första gången 1504 och bodde då i Stockholm. Han skrev enbart på tyska och var säkerligen av tysk härkomst. Nils Ahnlund har i en skrift 1929 hävdat att han skulle komma från Kiel, men några belägg för detta har inte kunnat påträffas. I en notis i Stockholms stads tänkeböcker 1516 sägs "Gorius trädgård" ha använts för hemliga underhandlingar mellan Stockholms borgmästare Jöns Jonsson och den då fängslade Sten Kristiernsson (Oxenstierna) som då stödde Kristian II. Hans svåger Mårten Lehusen var 1519 tvungen att ställa upp borgen då han misstänktes för kontakter med Søren Norby. Vid denna tid var Gorius Holste en av kvartermästarna i södra kvarteret i Stockholm. Enligt Olaus Petri och Reimar Kock skall Kristian II efter att ha intagit Stockholm 1520 ha bott hos Gorius Holste i stället för att slå sig ned på slottet Tre kronor. Tillsammans med Jöns Jonsson utsågs han efter Stockholms blodbad till borgmästare i Stockholm i stället för de avrättade. Peder Swart omtalar att hans svägerska Anna Reinholdsdotter (Leuhusen) som var abbedissa vid Sankta Klara kloster skall ha kommit överens med Holste att signalera om flyktingar försökte lämna Stockholm så att han kunde skicka knektar att gripa dem. 
Efter Stockholms kapitulation 1523 avsattes Holste från borgmästarämbetet. Han var dock en av dem som på hösten 1523 sändes till Finland för att övertala Kustö, Viborg och Nyslott att kapitulera. 1529 och 1531 var han en av de som insattes som slottsloven i Stockholm. I samarbete med stralsundsborgaren Jakob Piper exporterade Holste på 1530-talet järnmalm från Dannemora gruva till Stralsund och Wismar. Holste som varit en av stadens rikaste borgare förlorade dock under de följande åren stor del av sin förmögenhet. Två brev från 1527 och 1528 visar att Holste behöll sina kontakter med Kristian II. Enligt Wulf Gyler skall till och med Holste ha lejt en person att försöka mörda Gustav Vasa. 1533 greps Holste kort före jul och hölls fängslad en vecka över jul innan han åter släpptes. Officiellt sades att man inte hittat några bevis mot honom men enligt Wulf Gyler var den egentliga orsaken en väntad beskickning från Danmark som gjorde att man ville undvika diplomatiska problem genom arresteringen. Så snart denna avrest några månader senare arresterades Holste på nytt. Albrekt av Preussen, vars sändebud bott hos Holste vid förhandlingar i Stockholm 1527 vädjade 1535 om Holstes frigivning, dock förgäves. Vid rättegången mot Olaus Petri och Laurentius Andreæ anklagades dessa för att ha varit delaktiga i Holstes planer på att störta Gustav Vasa. Ännu 1543 satt han fängslad på Tynnelsö där han avled.